# Office de commercialisation agricole du Sénégal
L'Office de commercialisation agricole du Sénégal (OCAS) – qui succéda à l'Office de commercialisation agricole (OCA) créé en 1960 – est un établissement public sénégalais à caractère industriel et commercial institué en 1967 et supprimé en 1971, dont la mission première était de contrôler le commerce de l'arachide, alors la principale ressource agricole du pays.  

## Présentation de l'OCAS

### Histoire
À l'aube de l'indépendance, une loi du 15 janvier 1960 crée un premier organisme, l'Office de commercialisation agricole (OCA), nationalisant de fait tout le commerce arachidier, même si la commercialisation des autres produits agricoles est également concernée. 
Mettant fin à un système plus que centenaire, il s'agit explicitement de « passer l’économie de traite à une économie moderne, rationnelle et planifiée d’inspiration socialiste et d’orientation coopérative ». Cette nouvelle orientation constitue en effet une priorité nationale, car les paysans sénégalais ne cachent pas leur mécontentement à l'égard des pratiques commerciales et financières des Français et des Libanais, très présents dans ce secteur.

### Les missions de l'OCA
Elles sont les suivantes : 
- monopole de la commercialisation agricole,
- de l’exportation des arachides et de l’approvisionnement du pays en céréales importées
- promotion du milieu rural par le biais des coopératives[4].

La même loi du 15 janvier 1960 crée également la Banque sénégalaise de développement (BSD), l'autre levier économique du jeune État, qui assure le financement du système. Sur le plan local, l'action de l'OCA est relayée par sept Centres régionaux d'assistance au développement (CRAD), qui fournissent à crédit semences, petit matériel, engrais et pesticides. 
Face à ce monopole, la plupart des entreprises privées disparaissent du marché. Cependant des acheteurs privés pour le compte de l'OCA subsistent jusqu'en 1967 : ce sont les Organismes Stockeurs (OS).

### Réforme et restructuration
Plusieurs réformes se succèdent, sans parvenir à dépasser le système d'exploitation mis en place à l'ère coloniale. On constate que les profits engendrés par le commerce de l'arachide, initialement destinés au développement rural, financent d'abord l'importation de denrées alimentaires surtout consommées en milieu urbain, ainsi que les salaires de fonctionnaires.
En 1966 une restructuration de plus grande ampleur débouche sur une scission entre les différentes missions de l'OCA. À l'Office national de coopération et d'assistance au développement (ONCAD), créé le 30 juin 1966, sont confiés le suivi des CRAD et, plus généralement, la rationalisation et la coordination de tous les organismes publics impliqués dans la commercialisation de l'arachide, tandis que l'ancien OCA, rebaptisé OCAS (Office de commercialisation agricole du Sénégal), prend en charge la vente de l'arachide, soit aux huiliers soit à l'exportation, et recherche de nouveaux débouchés à l'échelon international, un souci directement lié à l'abandon par la France de la garantie d'écoulement de la production d'arachides sur le marché français.

### Fin de l'OCAS
L'OCAS est supprimé en 1971. Actif et passif sont dévolus à l'ONCAD, qui sera lui-même dissous en 1980.